# Mark Dayton
Pour les articles homonymes, voir Dayton.
Mark Dayton, né le 26 janvier 1947 à Minneapolis (Minnesota), est un homme politique américain. Membre du Parti démocrate, il est sénateur du Minnesota au Congrès des États-Unis de 2001 à 2007 et gouverneur du Minnesota de 2011 à 2019.

## Biographie

### Origines et débuts en politique

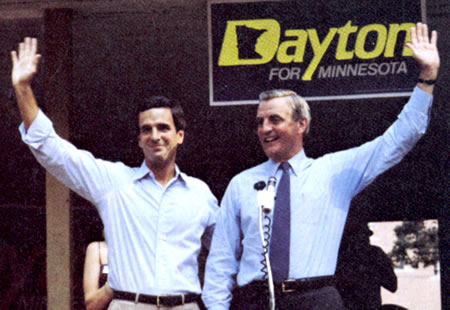
Dayton aux côtés de Walter Mondale lors de sa campagne de 1982.

Mark Dayton est diplômé de l'université Yale en 1969. Il est l'héritier des magasins Dayton-Hudson et épouse Alida Rockefeller, fille de John Davison Rockefeller III. Ensemble, le couple a une fortune estimée en 1982 entre 20 et 30 millions de dollars.
Dayton travaille comme enseignant dans des quartiers défavorisés de New York avant de se lancer dans la politique. Il devient l’assistant législatif du sénateur Walter Mondale à la fin des années 1970. Il est candidat aux élections sénatoriales de 1982. Après avoir remporté la primaire démocrate face à l'ancien sénateur Eugene McCarthy, il affronte le républicain David Durenberger. S'il est largement distancé au début de l'année, Dayton rattrape son retard dans les sondages en menant une campagne professionnelle et en dépensant plus de cinq millions de dollars de sa fortune personnelle. Il est battu par Durenberger (52,6 % contre 46,6 %).
De 1991 à 1995, Mark Dayton est auditeur de l’État du Minnesota.

### Sénateur des États-Unis
Il se présente une nouvelle fois au Sénat des États-Unis lors des élections de novembre 2000. Il bat le sénateur républicain sortant Rod Grams en rassemblant 49 % des voix contre 43 % pour Grams et 6 % pour James Gibson du Parti de l'indépendance du Minnesota. Héritier de la fortune familiale des supermarchés Dayton, il finança sa campagne électorale à hauteur de 12 millions de dollars.
Durant son mandat de sénateur, il s'oppose fréquemment à la politique du président George W. Bush. Il est l'un des 23 sénateurs à voter contre la guerre d'Irak et refuse également les baisses d'impôts en faveur des plus aisés.
En octobre 2004, Dayton fait fermer ses bureaux de Washington D.C. jusqu’à l’élection présidentielle de novembre par crainte d’attaque terroriste, s’attirant de nombreuses critiques comme celles du Time qui le classa en avril 2006 comme l’un des plus mauvais sénateurs américains,.
Lors de la confirmation de Condoleezza Rice devant le Sénat, Dayton est l'un de ses principaux opposants, accusant Rice d'avoir menti à propos de l'Irak.
Entre 2004 et 2005, ses opinions favorables passent de 58 % à 43 %. Estimant ne pas être le meilleur candidat pour que le Parti démocrate conserve son siège de sénateur, il renonce le 9 février 2005 à concourir pour un nouveau mandat. La démocrate Amy Klobuchar est facilement élue pour lui succéder en 2006.

### Gouverneur du Minnesota

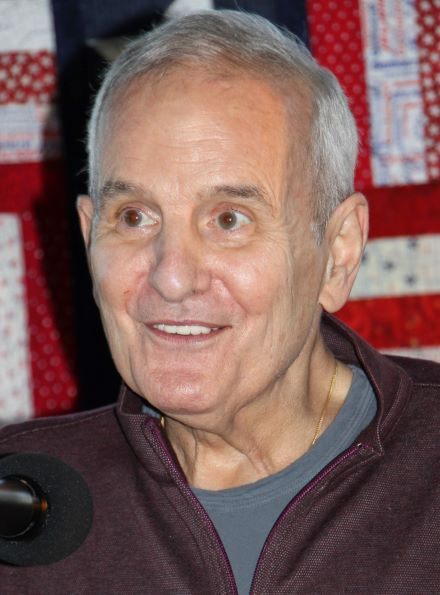
Le gouverneur Dayton en 2021.

Dayton se présent au poste de gouverneur du Minnesota lors des élections de 2010. Il remporte d'une courte tête la primaire démocrate face à la présidente de la Chambre des représentants du Minnesota, Margaret Anderson Kelliher. Le 2 novembre 2010, Dayton est élu gouverneur avec 43,6 % des suffrages devant le républicain Tom Emmer (43,2 %) et Tom Horner du Parti de l'indépendance. En décembre, après plusieurs semaines de batailles judiciaires, Emmer concède sa défaite avec un retard de 9 000 voix (sur plus de deux millions). Le 3 janvier 2011, Dayton est investi comme 40e gouverneur du Minnesota. Il est le premier démocrate élu à ce poste depuis les années 1980.
Son début de mandat est difficile face à une législature dominée par les républicains. Ses désaccords budgétaires avec les républicains conduisent à un arrêt des activités gouvernementales pendant trois semaines,. Le Sénat et la Chambre des représentants sont repris par les démocrates en 2012. Ceux-ci acceptent le plan de Dayton visant à taxer les plus riches pour financer les écoles maternelles et geler les frais d'inscription des universités publiques. Le mariage homosexuel et la hausse du salaire minimum sont également adoptés sous son mandat.
Dayton est réélu pour un second mandat en novembre 2014. Avec 50,6 % des suffrages, il bat le républicain Jeff Johnson, membre du conseil des commissaires du comté de Hennepin. Il est alors le premier gouverneur du Minnesota à être élu avec une majorité absolue des voix depuis Arne Carlson en 1994. Il est également le premier gouverneur démocrate réélu depuis 1986.
Lors des élections de 2016, avec la prise du Sénat par les républicains (qui devancent les démocrates d'une voix), la législature du Minnesota est à nouveau contrôlée par le parti opposé.
Le 24 janvier 2017, il annonce avoir été diagnostiqué avec un cancer de la prostate, mais terminera les deux dernières années de son mandat. L'annonce intervient un jour après qu'il s'est évanoui durant son discours sur l'état de l'État,.